# E-trgovina
E-commerce ili hrv. elektronička trgovina omogućuje kao sastavni dio elektroničkog poslovanja na E-tržištu svojim internetskim posjetiteljima tj. kupcu naručivanje proizvoda putem Interneta. Kupovanje preko Interneta može biti najbrži i često najjeftiniji način kupovine određenog proizvoda. Trgovina putem interneta se smatra najprofitabilnijim oblikom trgovine zbog jednostavnosti i niskih troškova.
Elektronička trgovina koja se odvija između dva poduzetnika naziva se B2B (business-to-business eng.), a može biti otvorena prema svima zainteresiranim stranama (pr. robne burze) ili ograničena na prekvalificirane sudionike (pr. privatno elektroničko tržište). S druge pak strane, elektronička trgovina koja se odvija između poduzetnika i potrošača naziva se B2C (business-to-client eng.). Kupac je elektronski, najčešće putem Interneta spojen na sustav prodavatelja i transakcija se izvršava direktno elektronskim putem u realnom vremenu. Uz te dvije, postoji i model elektroničke trgovine naziva B2B2C (business-to-business-to-client) koji kombinira prethodna dva na način da se između trgovca i kupca nalazi posrednik.
Najpoznatiji svjetske e-Commerce platforme su Amazon.com i Ebay. Te su dvije elektroničke trgovine ujedno i najposjećenije u Hrvatskoj.
U posljednje vrijeme elektronička trgovina sve se više razvija i u Hrvatskoj pa tako danas postoji približno 1.000 aktivnih elektroničkih trgovina, a ukupan promet online maloprodaje iznosi približno 700 mln kuna. Razvojem elektroničke trgovine, razvile su se i neke domaće e-Commerce platforme poput eKupi, i-Mall.hr i sl.
Prema podacima Hrvatske narodne banke, približno 60% svih transakcija je plaćeno različitim vrstama kartica.

## Vremenski slijed
- 1979: Michael Aldrich izumio online kupovinu
- 1981: Thomson Holidays, VB je prva B2B online kupovina
- 1982: Minitel je uveden na nacionalnoj razini u Francuskoj od strane France Telekoma i koristio se za online narudžbe.
- 1984: Gateshead SIS/Tesco je prva B2C online kupovina, a Gđa Snowball, 72, je prvi online kupac.
- 1985: Nissan VB prodaje automobile klijentima online.
- 1987: Swreg pruža software za prodaju proizvoda putem elektroničkog računa trgovaca.
- 1990: Tim Berners-Lee je napisao prvi web preglednik (web browser eng.), WorldWideWeb.
- 1992: Terry Brownell pokreće prvi potpuno grafički sustav (BBS) za online kupovinu .
- 1994: Netscape izdaje Navigator preglednik pod kodnim imenom Mozilla. Pizza Hut nudi online narudžbe sa svoje Web stranice.
- 1995: Jeff Bezos pokreće Amazon.com. eBay osniva računalni programer Pierre Omidyar pod nazivom AuctionWeb.
- 1998: Alibaba Group je osnovana u Kini s namjerom iskorištavanja potencijala kineskog B2B, C2C i B2C tržišta.
- 2000: Dot-com Slom.
- 2002: eBay preuzima PayPal za 1.5 milijardi USD.
- 2003: Amazon.com ostvaruje prvu profitabilnu godinu.
- 2009: Zappos.com akviriran od strane Amazon.coma za 928 milijuna USD.
- 2010: Groupon odbija Google ponudu tešku 6 milijardi USD.
- 2011: US e-Commerce i Online maloprodaja bi trebale dosegnuti vrijednost od 197 milijardi USD što predstavlja porast od 12% u odnosu na 2010. godinu.

## Vanjske poveznice
- e-Business W@tch: Aktivnosti Europske komisije na polju E-Trgovine  Arhivirana inačica izvorne stranice od 13. rujna 2019. (Wayback Machine)